# Oneworld

A Oneworld logója

A Oneworld méretét tekintve 2021-ben a 3. legnagyobb légiszövetség a Star Alliance és a SkyTeam után. Központi irodája New Yorkban van. 2021. március 31-e óta 14 tagja van.
A Oneworld 135 ország több mint 600 célállomására repül, naponta több, mint 8000 járatot üzemeltetve. 2004-ben mintegy 230 millió utast szállított 2000-nél is több repülőgépével.
A szövetség a tagjai számára lehetővé teszi, hogy utasaiknak szélesebb körű szolgáltatásokat és nagyobb előnyöket biztosítsanak, mint amelyet bármely légitársaság önállóan nyújtani képes. Mindez egy kiterjedtebb útvonalhálózatot, törzsutas bónusz pontok/mérföldek gyűjtését és felhasználását jelenti a Oneworld összehangolt útvonalhálózatán, valamint közel 400 repülőtéri váró használatát biztosítja. A Oneworld az egyetlen szövetség, amely az utasok számára lehetővé teszi, hogy a szövetség teljes útvonalhálózatán elektronikus jeggyel repülhessenek.
A Oneworld az egyetlen szövetség, amelynek tagjai együttesen nyereségesek voltak 2004-ben, amely 1,3 milliárd USD nettó profitot jelentett, szemben a Star Alliance 3,6 milliárd USD együttes veszteségével és a SkyTeam 6.3 milliárd USD-t meghaladó hiányával.
2006-ban a Oneworld kapta a "Világ Vezető Légitársasági Szövetsége" díjat, immáron negyedik alkalommal a World's Travel Awards, az iparág legjelentősebb díjkiosztó eseményén.

## Története
- 1998 – A Oneworld elindulása szeptemberben, amikor az American Airlines, a British Airways, a Canadian Airlines, a Cathay Pacific és a Qantas bejelentették szándékukat egy szövetség létrehozására.
- 1999 – Februárban kezdte meg működését a Oneworld. Még ebben az évben csatlakozik a Finnair és az Iberia.
- 2000 – Csatlakozik az Aer Lingus és a LAN, valamint a pénzügyi gondokkal küzdő alapító tag Canadian Airlinest felvásárolta a Star Alliance tag Air Canada.
- 2003–2005 – A Swiss légitársaság elfogadta a Oneworld meghívását, és szándéknyilatkozatot írt alá a csatlakozásról. 2004 júniusában a Swiss felmondta a megállapodást, majd 2005 márciusában a Lufthansa felvásárolta a Swiss-t, amely ezután a rivális Star Alliancehoz csatlakozott. 2003-ban tárgyalások kezdődtek a British Airways és a KLM között a két társaság egyesülésről, amely végül nem valósult meg, mivel a KLM az Air France-al egyesült.
- 2005. május 24-én szándéknyilatkozatot írt alá a szövetség a Malévval a magyar légitársaság csatlakozásáról. Október 17-én a Royal Jordanian elfogadta a Oneworld meghívását, és ezáltal a szövetség tizedik tagja, egyben a szövetség első közel-keleti tagja lett. Október 25-én a világ egyik legnagyobb légitársasága, a Japan Airlines bejelentette csatlakozási szándékát. November 22-én a Malév hivatalos meghívást kapott a szövetségbe, miután a Oneworld sikeres minőségügyi és biztonsági auditot végzett a társaságnál, és meggyőződött róla, hogy a magyar nemzeti légitársaság megfelel a Oneworld szövetség által az utaskiszolgálás és a kedvezményrendszer terén támasztott követelményeknek.
- 2006. május 30-án az Aer Lingus bejelentette szándékát, hogy ki kíván lépni a szövetségből, mivel az új üzleti modelljével (diszkont társasággá) a tagsági viszonya nem egyeztethető össze.
- 2007. április 1-jén csatlakozott a Japan Airlines, a Malév, Royal Jordanian, valamint a LAN két leányvállalata, a LAN Argentina és a LAN Ecuado. Ugyanaznap az Aer Lingus kilépett a szövetségből. Október 27-én a British Airways érdekkörébe tartozó BMED légitársaság távozott, miután felvásárolta a szintén angol BMI. November 1-jén a hong-kongi Cathay Pacific leányvállalata a Kínában kiterjedt hálózattal rendelkező DragonAir csatlakozik a szövetséghez.
- 2008. március 30-án egy újabb British Airways vállalat lépett ki: a GB Airways-t felvásárolta az EasyJet. Október 25-én a Loganair távozott a szövetségből.
- 2009. november 10-én a Mexicana csatlakozott a szövetséghez.
- 2012. február 3-án a Malév beszüntette a működését.
- 2013 októberében a Qatar Airways csatlakozik a szövetséghez.
- 2017-ben megszűnt az Air Berlin.

## Lehetséges jövőbeli tagok
- AirCanada a Canadian Airlines által hagyott helyre szeretne belépni

## Korábbi tagjai
- Canadian Airlines 2000-ben a Star Alliance tag Air Canada felvásárolta
- Aer Lingus 2007-ben kilépett.
- Malév  2012. február 14. óta felszámolás alatt áll.[5][6]
- Air Berlin 2017-ben megszűnt ezért kilépett.

## Külső hivatkozások
- A oneworld hivatalos honlapja